# Phaedyma reducta
Phaedyma reducta är en fjärilsart som beskrevs av Rothschild 1915. Phaedyma reducta ingår i släktet Phaedyma och familjen praktfjärilar. Inga underarter finns listade i Catalogue of Life.